# Lukas Hinterseer
Lukas Hinterseer (Kitzbühel, 1991. március 28. –) osztrák válogatott labdarúgó, aki jelenleg az Ingolstadt 04 játékosa.

## Sikerei, díjai
- Wacker Innsbruck:
  - Osztrák másodosztály: 2009–10
- Ingolstadt 04
  - Bundesliga 2: 2014-15